# Штирле, Карлхайнц
Карлхайнц Штирле (нем.  Karlheinz Stierle, 22 ноября 1936, Штутгарт) — немецкий филолог, теоретик литературы, специалист по романской филологии.

## Биография
Учился в Штутгарте и Гейдельберге, окончил гимназию в 1956. С 1956 изучал филологию и философию в Гейдельберге, Монпелье, Мюнстере, Гиссене. Защитил диплом по творчеству Нерваля у Х. Р. Яусса (1963). В 1964—1968 — ассистент Яусса в Гиссене и Констанце. Член исследовательской группы «Поэтика и герменевтика». В 1968 — приглашенный профессор в Корнеллском университете. В 1969—1972 — в Рурском университете в Бохуме. Затем преподавал в различных университетах Германии, Европы (Флоренция, Амстердам), США (Уэслианский университет). В 1995—1997 — декан философского факультета Констанцского университета. В 2004 вышел в отставку как профессор романских литератур Констанцского университета.

## Труды
Основные работы К. Штирле, в которых он развивает герменевтический подход к словесности, посвящены итальянской (Данте, Петрарка) и французской (Монтень, Руссо, Нерваль, Бодлер, Пруст) литературе. Им написана фундаментальная монография о мифе Парижа в культуре Нового и новейшего времени (1993, фр. пер. с предисловием Жана Старобинского — 2001).

## Основные публикации
- Dunkelheit und Form in Gérard de Nervals «Chimères». München: W. Fink, 1967
- Text als Handlung: Perspektiven einer systematischen Literaturwissenschaft. München: W. Fink, 1975
- Petrarcas Landschaften: zur Geschichte ästhetischer Landschaftserfahrung. Krefeld: Scherpe Verlag, 1979
- Der Mythos von Paris: Zeichen und Bewusstsein der Stadt. München: C. Hanser, 1993 (фр. пер. 2001)
- Francesco Petrarca: ein Intellektueller im Europa des 14. Jahrjunderts. München: Hanser, 2003 (ит. пер. 2007)
- Das grosse Meer des Sinns: hermenautische Erkundungen in Dantes «Commedia». München: Wilhelm Fink, 2007
- Zeit und Werk: Prousts A la recherche du temps perdu und Dantes Commedia. München: Hanser, 2008

## Публикации на русском языке
- История как exemplum — exemplum как история: К вопросу о прагматике и поэтике повествовательных текстов// Немецкое философское литературоведение наших дней. СПб.: Изд-во Санкт-Петербургского ун-та, 2001, с. 61—95

## Признание
Член Академии наук в Гейдельберге (с 1995). Член-корреспондент Академии моральных и политических наук Института Франции (2005). Иностранный член итальянской Академии деи Линчеи (2009). 
Член премиального комитета международной премии Бальцана (с 2002). 
Лауреат многих премий и наград.